# Франкфурт-на-Майні
Фрáнкфурт-на-Мáйні (нім. Frankfurt am Main) або просто Фрáнкфурт — місто в Німеччині. Найбільше місто землі Гессен. Населення міста становить понад 670 000 мешканців. З Середньовіччя Франкфурт належить до значних міських центрів Німеччини. Перша згадка про місто датується 794 роком.
Сьогодні у місті розмістилися центральні офіси Європейського центрального банку, Німецького федерального банку, Фондової біржі, Deutsche Bank, Commerzbank, KfW та інших установ всесвітнього значення. У місті регулярно проводяться такі заходи як Міжнародний автосалон (останній автосалон відбувся у 2019 році, а у 2020 році було прийнято рішення про перенесення його до Мюнхена на постійній основі), Франкфуртський книжковий ярмарок, Light + Building та Musikmesse. У 2020 році було прийнято рішення про перенесення тижня моди у Берліні Berlin Fashion Week до Франкфурта. Влітку 2021 року планується перший показ мод Frankfurt Fashion Week. Завдяки своєму центральному положенню з Франкфуртським аеропортом та головним вокзалом місто належить до найважливіших транспортних вузлів Європи.
У 1875 році Франкфурт нараховував понад 100 000 жителів, в 1928 році — понад 500 000. У всій області Майн-Рейнського регіону (нім. Frankfurt/Rhein-Main) сьогодні живе понад 5 млн жителів. Хмарочоси Франкфурта належать до найвищих будинків Європи.

## Історія
Перша згадка про метрополію на Майні зустрічається в складеній 22 лютого 794 року грамоті Карла Великого, виданій Регенсбурзькому монастирю Святого Еммерама. Проте, було доведено, що безперервне заселення пагорба, на якому стоїть собор, почалося ще близько 3000 років до Різдва Христового. На цьому ж місці близько 83 року після Різдва Христового був розбитий військовий табір римлян, а під час Меровінгів знаходився франкський королівський двір. У 843 році Франкфурт став королівським палацом східних франків і місцем засідання рейстагів, а з 1220 року — вільним імперським містом. У Золотій Буллі 1356 року Франкфурт був оголошений постійним містом, що вибирає імператорів Священної Римської імперії.
Починаючи з 1562 року, у Франкфурті відбувалося також і коронація імператорів. Останнім в 1792 році був коронований Франц II Габсбург. Після розпаду Священної Римської імперії Франкфурт приєднався до Рейнського союзу і в період правління князя-примаса Карла Теодора фон Дальберга став столицею великого герцогства Франкфурт, що проіснувало недовго (1810–1813). У 1815 році Франкфурт стає вільним містом і місцезнаходженням Бундестагу.
У 1848 році в німецьких державах відбувається Березнева революція. Скликані Національні збори засідали у франкфуртській церкві Святого Павла. В австро-прусській війні Франкфурт воював на стороні Австрії і в результаті в 1866 році був анексований Пруссією та остаточно втратив, таким чином, свій статус вільного міста. Після закінчення французько-прусської війни в 1871 році як символ примирення у Франкфурті був підписаний Франкфуртський мир.
З приєднання Борнгайма в XIX столітті почалося розширення міської території Франкфурту, яке продовжилося з 1895 року. В результаті Франкфурт на короткий час став найбільшим за площею містом Німеччини. З 1879 по 1926 роки в місті виникли такі важливі інститути як біржа (1879), Стара опера (1880), головний вокзал (1888), університет (1914) і — в 1926 році — франкфуртський аеропорт.
У період націонал-соціалізму з Франкфурта було депортовано 9 000 євреїв. В ході Другої світової війни повітряні нальоти майже повністю зруйнували Альтштадт (старе місто) і центр Франкфурту. Проте, майже повністю середньовічна зовнішність Франкфурту — вже у той час унікальне явище для великого німецького міста — була втрачена, перш за все, в ході сучасних відновних робіт.
Після закінчення війни в місті розмістилося командування американських військ, а потім — управління західних окупаційних зон. При виборі столиці Німеччини Франкфурт лише ненабагато відстав від Бонна, фаворита тодішнього канцлера Конрада Аденауера. У Франкфурті вже було побудовано будівлю парламенту. Сьогодні там розміщується радіостанція Гессіше Рундфунк. У післявоєнний час місто повернуло собі репутацію економічної метрополії та в 1998 році став резиденцією Європейського центрального банку.

## Населення
У період Середньовіччя Франкфурт-на-Майні був одним з середніх німецьких міст із населенням близько 10 000 осіб. У XVII столітті населення перевищило 20 000, в середині XVIII століття — 30 000 і близько 1810 року — 40 000. У 1866 році, в кінці існування Вільного міста Франкфурта, міське населення зросло до більш ніж 90 000 осіб, з яких близько 78 000 жили в межах фортечних валів. Сьогодні тут проживає близько 700 000 осіб.
1875 року в Франкфурті було 100 000 жителів. Приблизно з 1880 року місто входило до десятки найбільших міст Німеччини. 1910 року за кількістю жителів (414 576 осіб) місто перебувало на дев'ятому місці в Німеччині і четвертому серед міст Пруссії. До початку Другої світової війни населення міста виросло до 553 464 осіб.
Під час Другої світової війни загинуло понад 4 800 мирних жителів і 12 700 військовослужбовців із Франкфурта. З майже 30 000 євреїв, що жили в місті, 12 000 були вбиті під час Голокосту. У кінці 1945 року в місті все ще проживало 358 000 осіб, близько половини житлового фонду було зруйновано війною.
1951 року чисельність населення знову перевищила рівень 1939 року та 1963 року досягла 691 257. У результаті міграційних втрат чисельність жителів зменшилася до 592 411 у 1986 році і з того часу знову збільшилася до 746 878 (станом на 31 грудня 2017 року). Зростання населення є наслідком економічної динамічності міста, будівництва нових житлових районів та зміни вікової структури в зв'язку з напливом молодих сімей.

## Релігія
До початку XXI століття більшість жителів Франкфурта належали до однієї з християнських конфесій. Через імміграцію нехристиянських груп населення чисельність християнського населення зменшується. Місто вважалося традиційно протестантським після Реформації, хоча католицьке парафіяльне життя ніколи не зникало. Через імміграцію та інші причини чисельність католиків з XVIII століття поступово збільшувалася і тепер їх більше, ніж протестантів. У 2016 році католики становили 21,5 % населення, протестанти — 17,5 %; не вказали сповідуванні релігії або належали до інших конфесій чи релігій — 61 %.
Згідно з оцінкою, опублікованою 2007 року, у кінці 2006 року в Франкфурті проживало близько 75 000 мусульман. Єврейська громада Франкфурта становить близько 6 500 осіб. Крім того, існує безліч релігійних та ідеологічних груп, не всі з яких офіційно зареєстровані.

## Клімат
Клімат у Франкфурті помірно-океанічний із помірно холодною зимою і теплим літом. Місто розташоване поблизу північного краю долини Верхнього Рейну, яка є однією з найтепліших кліматичних зон Німеччини. Середньорічна температура становить 10,6 °C, що тепліше ніж в інших містах Німеччини (Кельн — 10,3 °C, Берлін — 9,5 °C, Гамбург — 9,4 °C, Мюнхен — 8,6 °C). Діапазон середніх місячних температур від 1,6 °C у січні до 20,0 °C у липні.
| Клімат аеропорту Франкфурта-на-Майні (1981—2010, екстремуми — з 1949) | Клімат аеропорту Франкфурта-на-Майні (1981—2010, екстремуми — з 1949) | Клімат аеропорту Франкфурта-на-Майні (1981—2010, екстремуми — з 1949) | Клімат аеропорту Франкфурта-на-Майні (1981—2010, екстремуми — з 1949) | Клімат аеропорту Франкфурта-на-Майні (1981—2010, екстремуми — з 1949) | Клімат аеропорту Франкфурта-на-Майні (1981—2010, екстремуми — з 1949) | Клімат аеропорту Франкфурта-на-Майні (1981—2010, екстремуми — з 1949) | Клімат аеропорту Франкфурта-на-Майні (1981—2010, екстремуми — з 1949) | Клімат аеропорту Франкфурта-на-Майні (1981—2010, екстремуми — з 1949) | Клімат аеропорту Франкфурта-на-Майні (1981—2010, екстремуми — з 1949) | Клімат аеропорту Франкфурта-на-Майні (1981—2010, екстремуми — з 1949) | Клімат аеропорту Франкфурта-на-Майні (1981—2010, екстремуми — з 1949) | Клімат аеропорту Франкфурта-на-Майні (1981—2010, екстремуми — з 1949) | Клімат аеропорту Франкфурта-на-Майні (1981—2010, екстремуми — з 1949) |
| Показник                                                              | Січ.                                                                  | Лют.                                                                  | Бер.                                                                  | Квіт.                                                                 | Трав.                                                                 | Черв.                                                                 | Лип.                                                                  | Серп.                                                                 | Вер.                                                                  | Жовт.                                                                 | Лист.                                                                 | Груд.                                                                 | Рік                                                                   |
| Абсолютний максимум, °C                                               | 15,9                                                                  | 17,8                                                                  | 24,7                                                                  | 30,3                                                                  | 33,2                                                                  | 37,5                                                                  | 38,8                                                                  | 38,7                                                                  | 32,8                                                                  | 28,0                                                                  | 19,1                                                                  | 16,3                                                                  | 38,8                                                                  |
| Середній максимум, °C                                                 | 4,2                                                                   | 5,9                                                                   | 10,7                                                                  | 15,4                                                                  | 20,0                                                                  | 23,1                                                                  | 25,5                                                                  | 25,1                                                                  | 20,3                                                                  | 14,6                                                                  | 8,4                                                                   | 4,9                                                                   | 14,8                                                                  |
| Середня температура, °C                                               | 1,6                                                                   | 2,4                                                                   | 6,4                                                                   | 10,3                                                                  | 14,7                                                                  | 17,8                                                                  | 20,0                                                                  | 19,5                                                                  | 15,2                                                                  | 10,4                                                                  | 5,6                                                                   | 2,5                                                                   | 10,6                                                                  |
| Середній мінімум, °C                                                  | −1,1                                                                  | −1,1                                                                  | 2,1                                                                   | 4,9                                                                   | 9,1                                                                   | 12,3                                                                  | 14,4                                                                  | 14,0                                                                  | 10,5                                                                  | 6,6                                                                   | 2,8                                                                   | −0,1                                                                  | 6,2                                                                   |
| Абсолютний мінімум, °C                                                | −21,6                                                                 | −19,6                                                                 | −13                                                                   | −7,1                                                                  | −2,8                                                                  | 0,1                                                                   | 2,8                                                                   | 2,5                                                                   | −0,3                                                                  | −6,3                                                                  | −11,5                                                                 | −17                                                                   | −21,6                                                                 |
| Середня кількість сонячних годин на місяць                            | 50                                                                    | 80                                                                    | 121                                                                   | 178                                                                   | 211                                                                   | 219                                                                   | 233                                                                   | 219                                                                   | 156                                                                   | 103                                                                   | 51                                                                    | 41                                                                    | 1662                                                                  |
| Норма опадів, мм                                                      | 44.5                                                                  | 40.9                                                                  | 48.4                                                                  | 42.1                                                                  | 63.4                                                                  | 58.1                                                                  | 64.7                                                                  | 56.5                                                                  | 53.0                                                                  | 54.7                                                                  | 49.1                                                                  | 53.9                                                                  | 629.18                                                                |
| Днів з дощем                                                          | 16,0                                                                  | 13,0                                                                  | 14,0                                                                  | 14,0                                                                  | 15,0                                                                  | 15,0                                                                  | 14,0                                                                  | 14,0                                                                  | 12,0                                                                  | 12,0                                                                  | 14,0                                                                  | 16,0                                                                  | 169                                                                   |
| --------------------------------------------------------------------- | --------------------------------------------------------------------- | --------------------------------------------------------------------- | --------------------------------------------------------------------- | --------------------------------------------------------------------- | --------------------------------------------------------------------- | --------------------------------------------------------------------- | --------------------------------------------------------------------- | --------------------------------------------------------------------- | --------------------------------------------------------------------- | --------------------------------------------------------------------- | --------------------------------------------------------------------- | --------------------------------------------------------------------- | --------------------------------------------------------------------- |
| Джерело: Deutscher Wetterdienst                                       |                                                                       |                                                                       |                                                                       |                                                                       |                                                                       |                                                                       |                                                                       |                                                                       |                                                                       |                                                                       |                                                                       |                                                                       |                                                                       |

## Архітектура

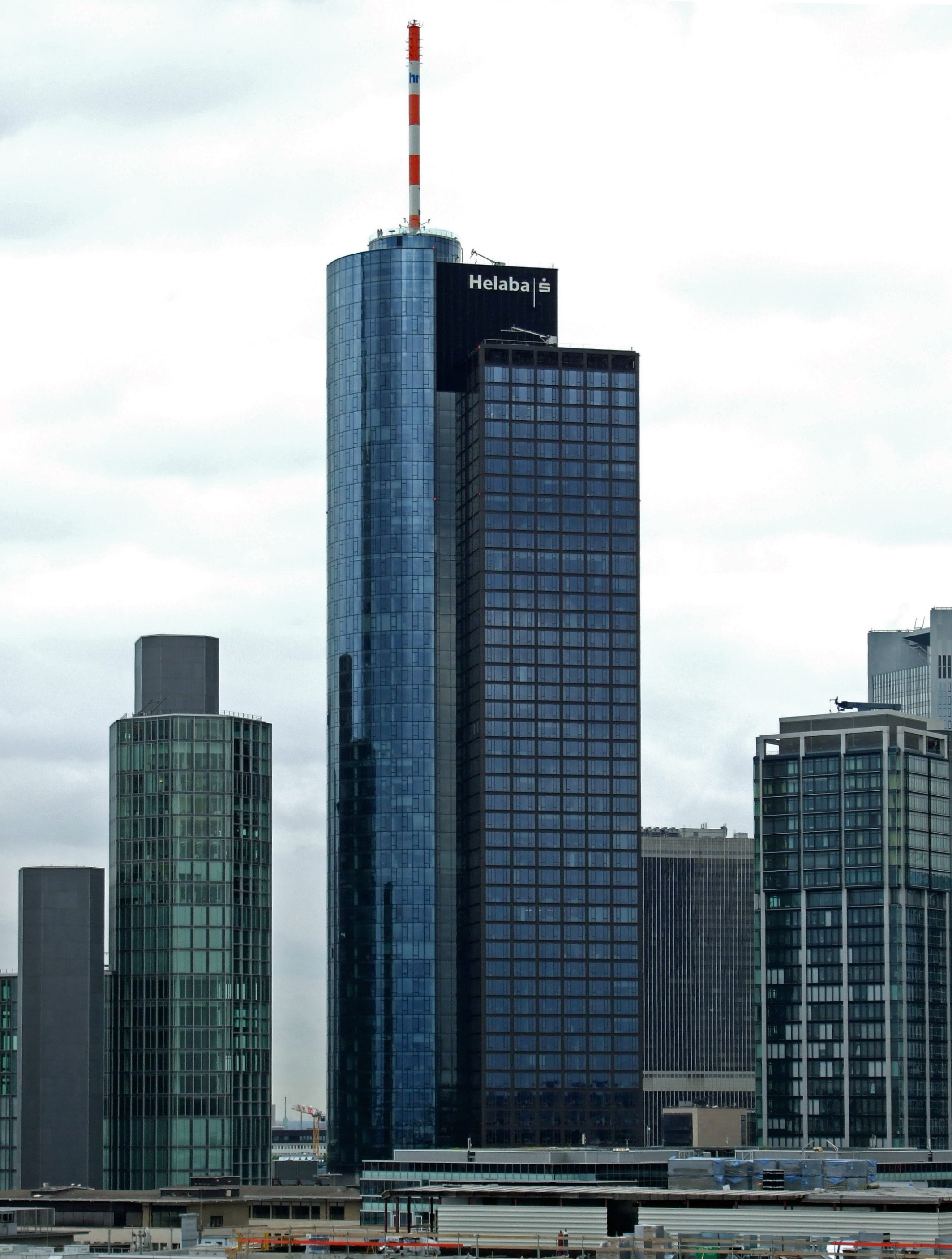
Четвертий за висотою хмарочос міста — Башта Майн

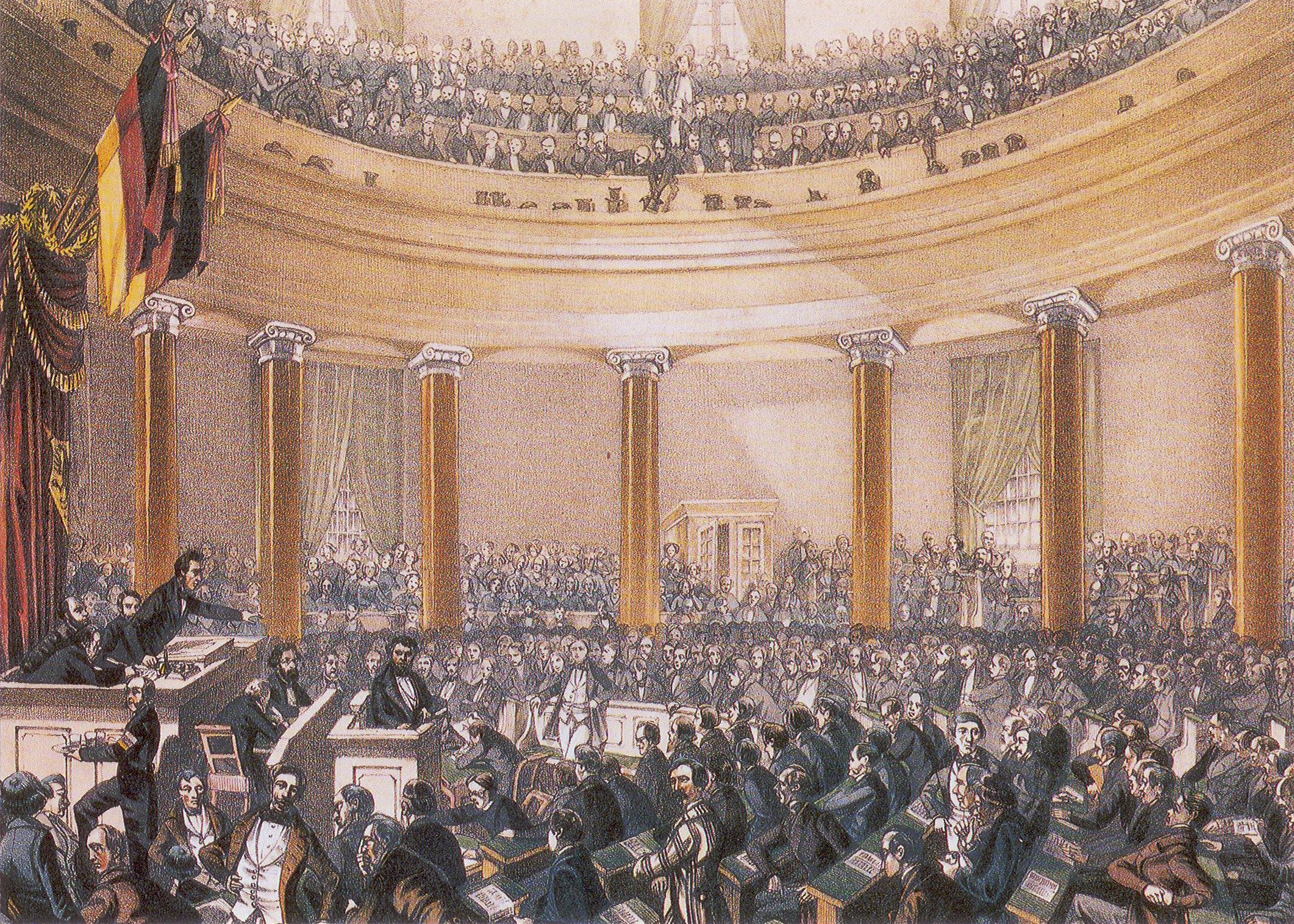
Парламент у Франкфурті, в церкві св. Павла. 1848 р.

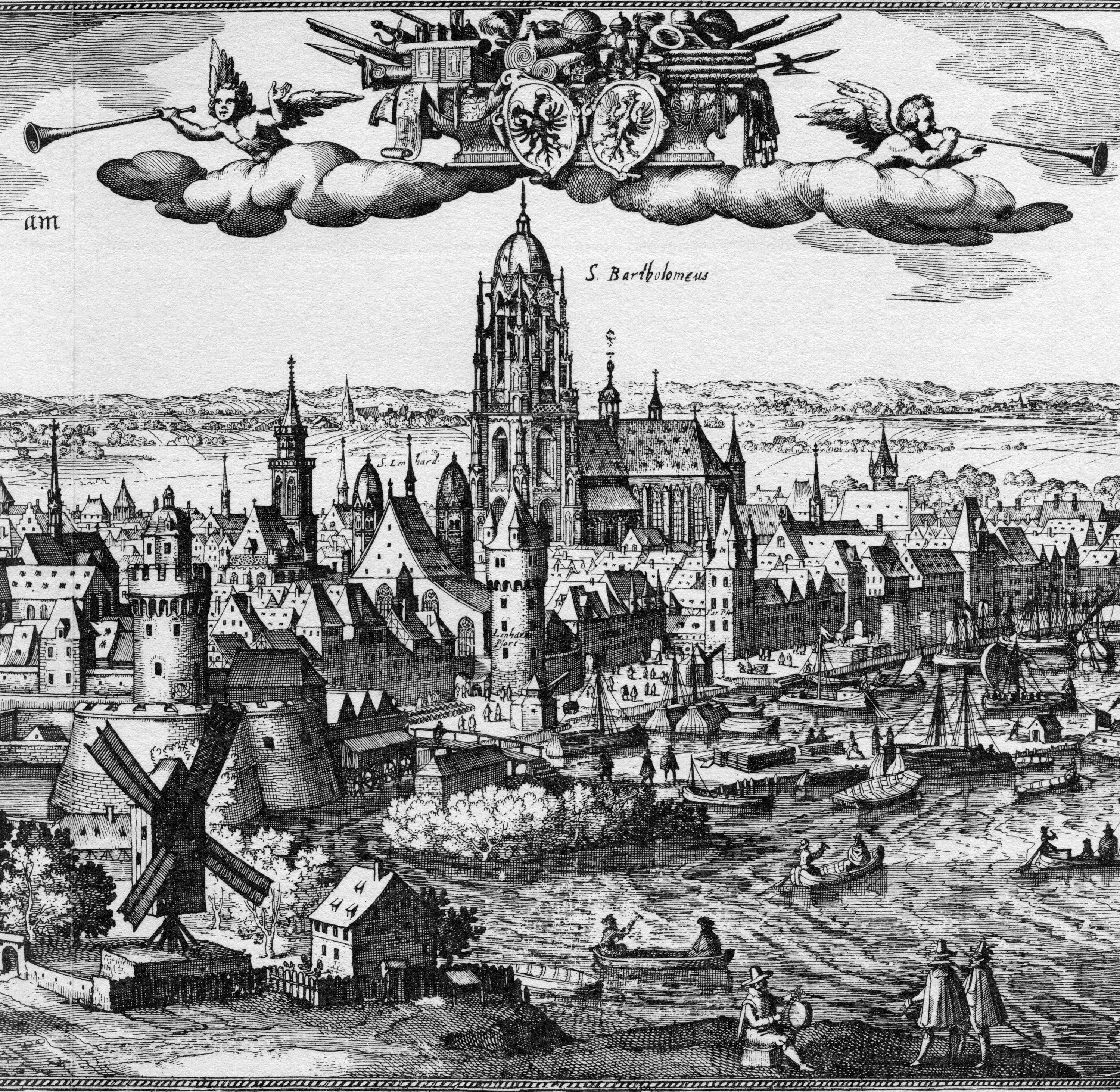
Франкфурт. Близько 1612

Серед усіх інших міст Німеччини найбільше хмарочосів збудовано саме у Франкфурті: Башта Комерцбанку, Messeturm, Westendstrasse 1, Башта Майн, Вежа 185, Тріанон, Taunusturm, Opernturm, Silberturm, Westend Gate, Deutsche-Bank-Hochhaus, Skyper, Європатурм, Henninger Turm, Goethe Tower.

## Транспорт

### Аеропорти

#### Франкфуртський аеропорт
До міста можна дістатися з усього світу через аеропорт Франкфурта, що розташований за 12 км на південний захід від центру міста. Аеропорт має чотири злітно-посадкові смуги та обслуговує 265 напрямків без пересадок. Керований транспортною компанією Fraport, він входить до числа найзавантаженіших аеропортів у світі за пасажиропотоком і є найзавантаженішим аеропортом Європи за вантажообігом. Аеропорт також є хабом для Condor та Lufthansa. Це найзавантаженіший аеропорт у Європі за вантажообігом і четвертий за пасажиропотоком в Європі після Лондон-Хітроу, Париж-Шарль де Голль і аеропорт Амстердам. Пасажирообіг аеропорту Франкфурта у 2018 році склав 69 510 269 пасажирів.
Будується третій термінал (запланований на 2023 рік). Третій термінал дозволить збільшити пропускну спроможність аеропорту до понад 90 мільйонів пасажирів на рік.
До аеропорту можна дістатися на машині чи автобусі. Він має дві залізничні станції, одну для регіонального сполучення, а іншу для міжміського сполучення. Лінії міської залізниці S8 і S9 (напрямок Оффенбах-Східний або Ганау-Головний), які відправляються з Аеропорт Франкфурт-на-Майні, дістаються за 10–15 хвилин від аеропорту до станції Франкфурт-на-Майні-Головний та далі до станції Франкфурт-Гауптвахе у центрі міста. Потяги IC і ICE відправляються що 10 хвилин з Аеропорт Франкфурт-на-Майні до Франкфурт-Головний.

#### Аеропорт Франкфурт-Ган
Попри назву, аеропорт Франкфурт-Ган розташований приблизно за 120 км від міста, біля Лаутценгаузена (земля Рейнланд-Пфальц). Аеропорт Ган є хабом для лоукостера Ryanair. До цього аеропорту можна дістатися лише на машині чи автобусі. Від Франкфурт-Центральний щогодини відправляється автобус, час в дорозі займає трохи більше ніж 2 години. Пасажиропотік в аеропорту Ган у 2010 році становив 3,5 мільйона.

#### Аеропорт Франкфурт-Егельсбах
Аеропорт Франкфурт-Егельсбах — жвавий аеропорт загальної авіації, розташований на південний схід від аеропорту Франкфурта, поблизу Егельсбаха.

### Дороги

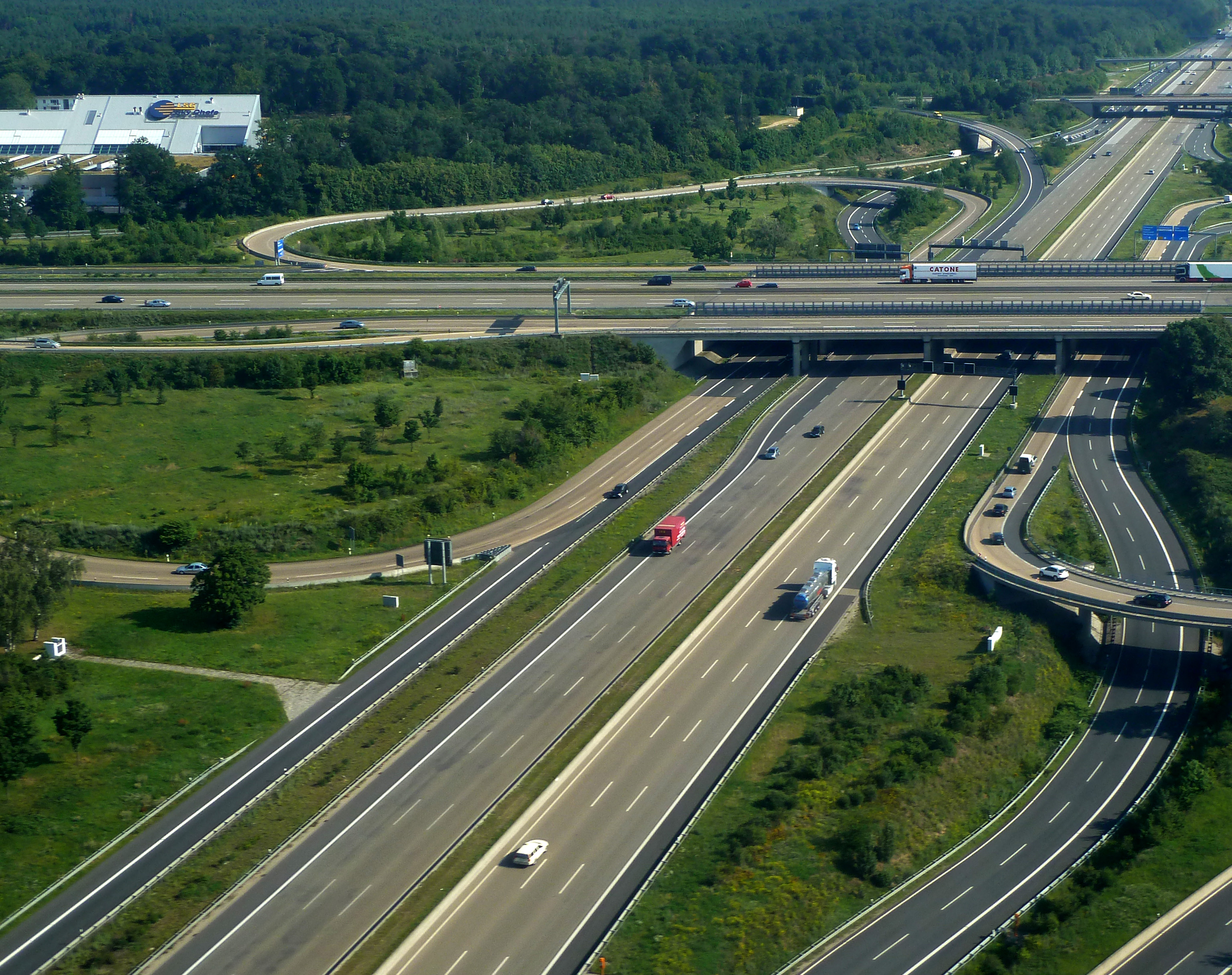
Франкфуртська розв’язка

Франкфурт є транспортним вузлом німецької системи автострад (автобан). 
Франкфуртська розв'язка — розв'язка автобану поблизу аеропорту, де перетинаються автобан A3, Кельн — Вюрцбург, і автобан A5, Базель — Ганновер. 
Через нього щодня проїжджає приблизно 320 000 автомобілів, і це найзавантаженіша розв'язка в Європі. 
автобан A66 сполучає Франкфурт з Вісбаденом на заході та Фульдою на сході. Автобан A661 — переважно приміська автомагістраль, яка починається на півдні (Егельсбах), проходить через східну частину і закінчується на півночі (Оберурзель). 
Автобан A648 — дуже коротка автомагістраль у західній частині, яка в основному служить швидким сполученням між A 66 і Франкфуртським ярмарком. A5 на заході, A3 на півдні та A661 на північному сході утворюють кільцеву дорогу навколо центральних районів міста та є зоною з низьким рівнем викидів (запроваджена у 2008 році), що означає, що транспортні засоби мають відповідати певним критеріям викидів. 
Вулиці центру Франкфурта зазвичай переповнені автомобілями в години пік. Деякі райони, особливо навколо торгових вулиць Цайль, Гетештрасе та Фресгас, є вулицями лише для пішоходів.

### Залізничні станції

#### Франкфурт-Головний

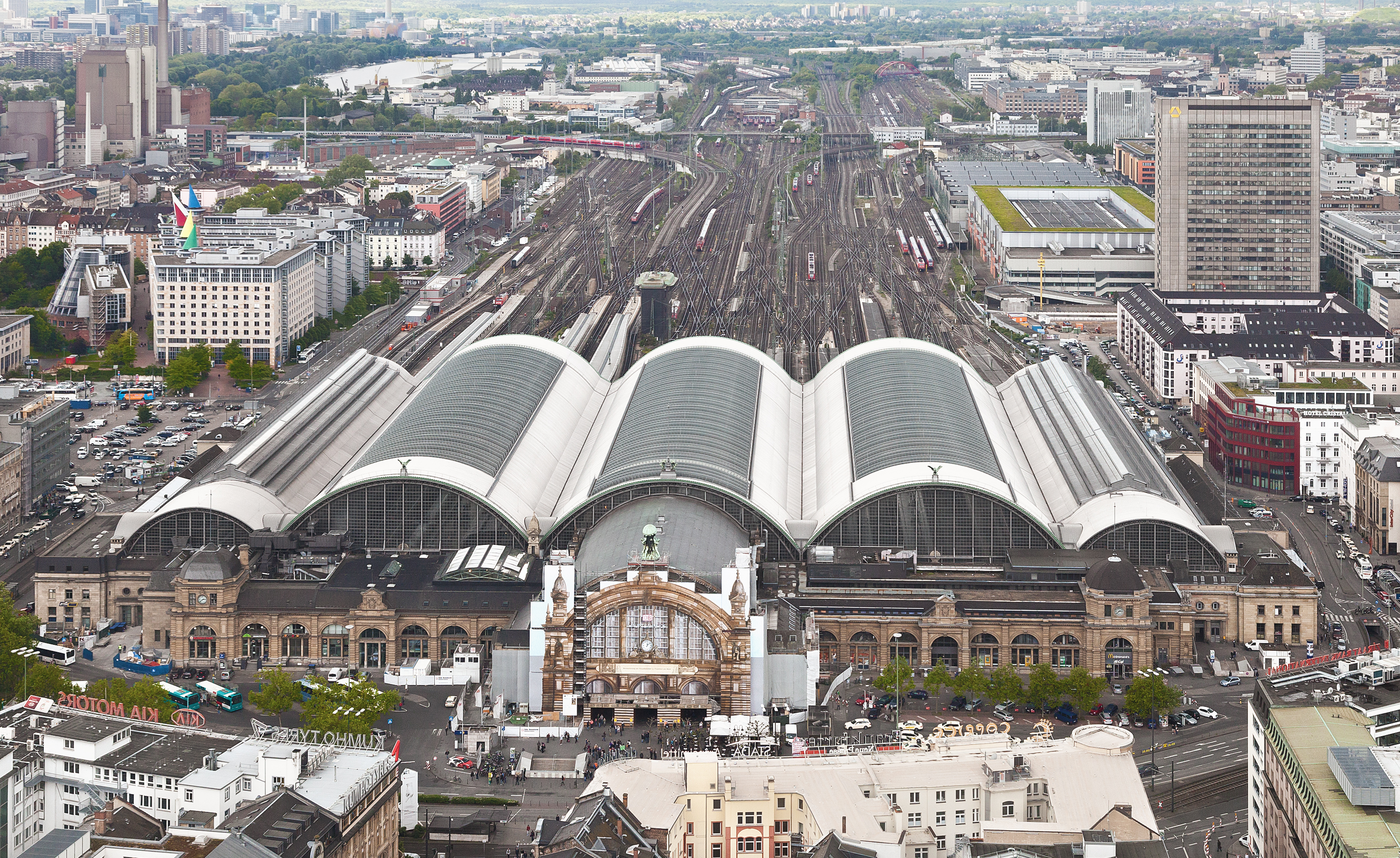
Франкфурт-на-Майні-Головний

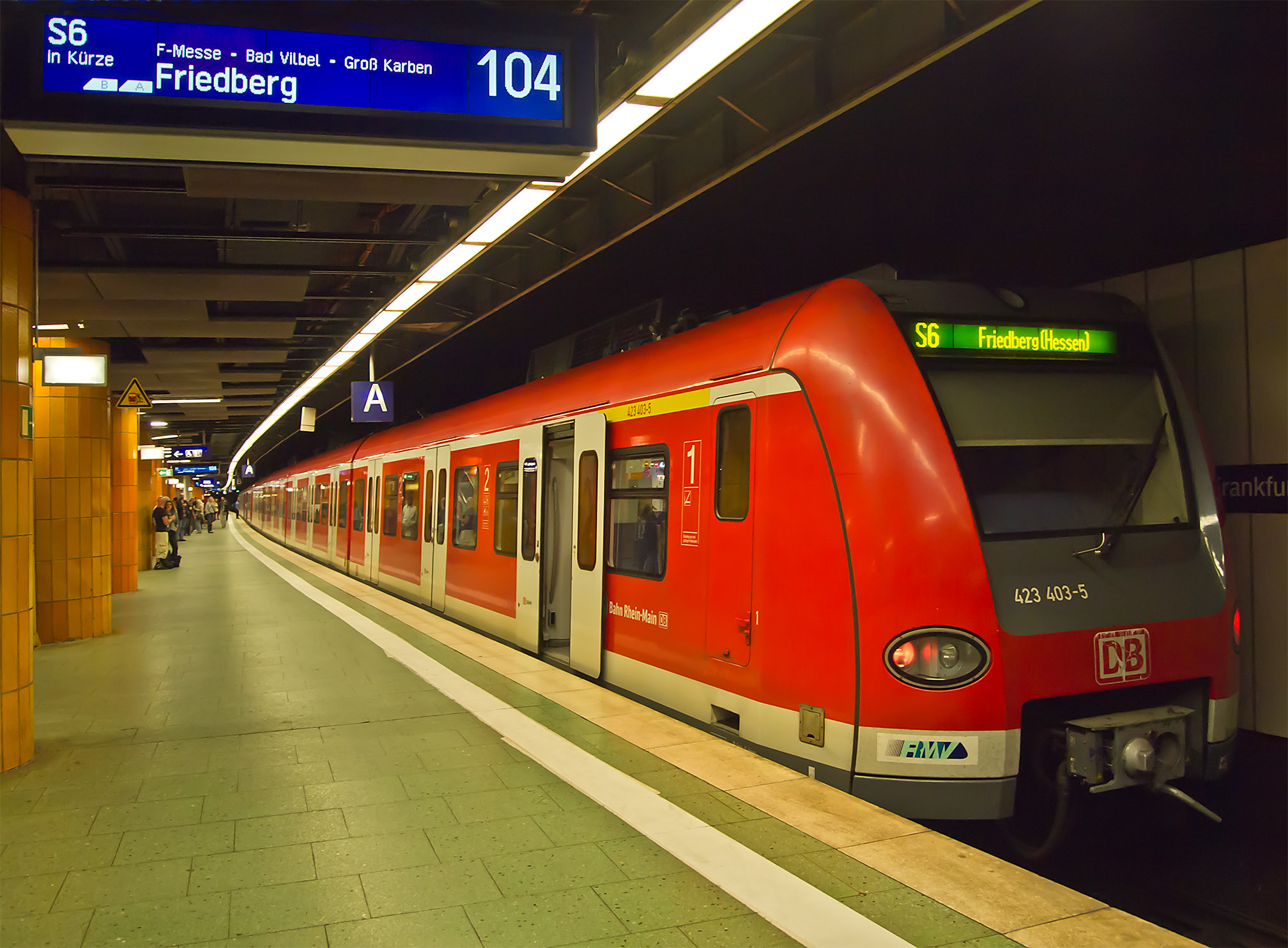
S-Bahn на станції Франкфурт-на-Майні-Головний (S-Bahn)

Франкфурт-на-Майні-Головний — найбільша залізнична станція в Німеччині за залізничним трафіком. 
За щоденним пасажиропотоком він займає друге місце разом із Мюнхен-Головний (по 350 тис.) після Гамбург-Головний (450 тис.). 
Він розташований між районами Галлус, Гутлойтфіртель і Бангофсфіртель, неподалік від Франкфуртського ярмарку та фінансового району. Він є основним вузлом для поїздів далекого прямування (InterCity, ICE) і регіональних поїздів, а також для системи громадського транспорту Франкфурта. 
Це зупинка більшості високошвидкісних ліній ICE, що робить її найважливішою станцією ICE в Німеччині. 
Потяги ICE до Лондона через тунель під Ла-Маншем були заплановані на 2013 рік. Тут зупиняються всі лінії S-Bahn Рейн — Майн, дві лінії U-Bahn (U4, U5), кілька маршрутів трамваїв і автобусів. Регіональні та місцеві поїзди інтегровані в систему громадського транспорту Rhein-Main-Verkehrsverbund (RMV), другу за величиною інтегровану систему громадського транспорту у світі після Verkehrsverbund Berlin-Brandenburg.

#### Станції аеропорту Франкфурта

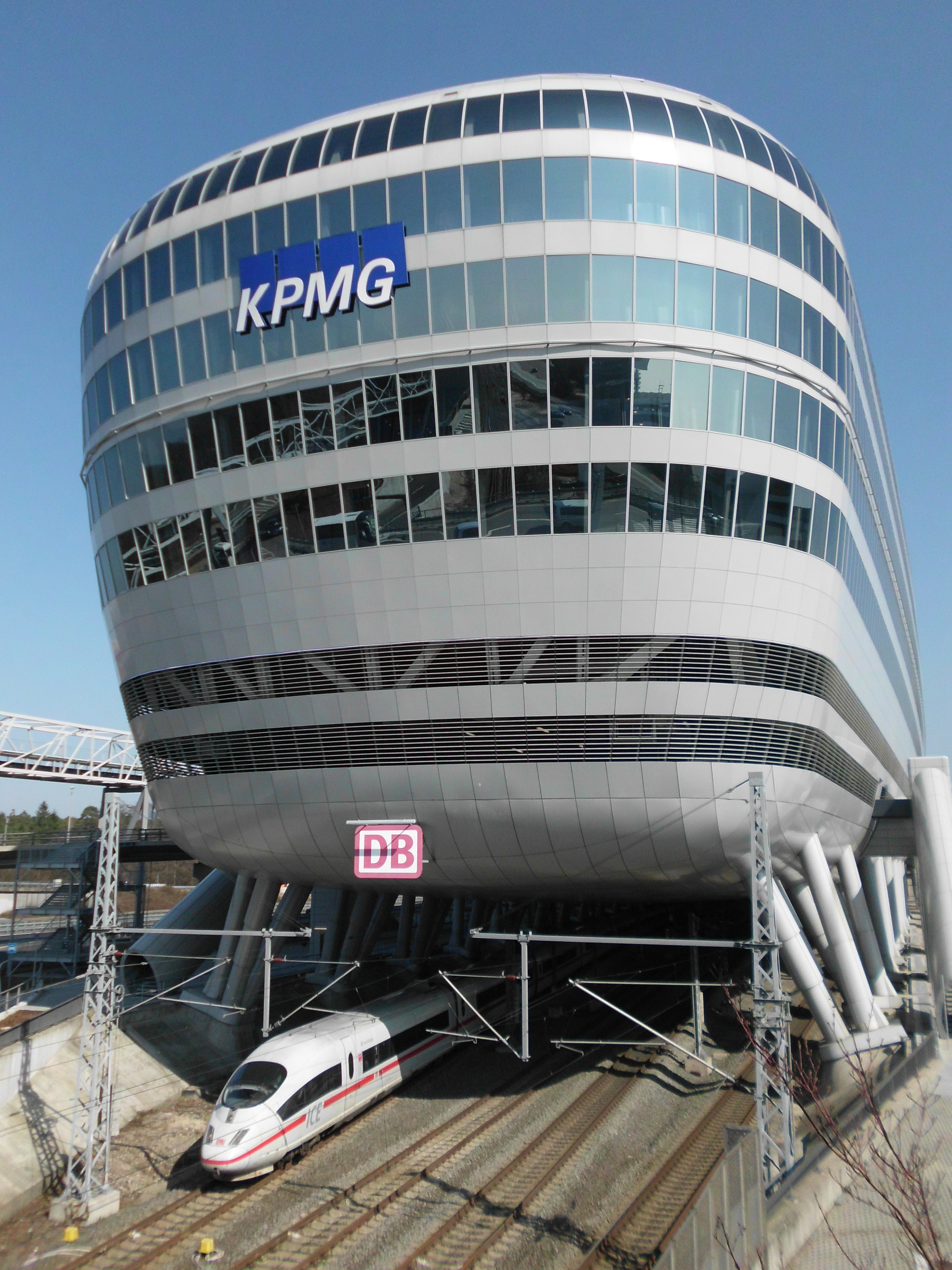
ICE 3 відправляється на захід від міжміської станції аеропорту Франкфурта The Squaire

До аеропорту Франкфурта можна дістатися за допомогою двох залізничних станцій: станція міжміського сполучення аеропорту Франкфурта призначена лише для міжміського сполучення та сполучає аеропорт з основною залізничною мережею, причому більшість послуг ICE використовують високошвидкісний маршрут Кельн — Франкфурт. Станція міжміського сполучення розташована за межами фактичної території аеропорту, але має сполучний міст для пішоходів до термінала 1, зал B. Регіональна станція аеропорту Франкфурт призначена для місцевих поїздів S-Bahn (лінії S8, S9) і регіональних потягів. 
Регіональна станція розташована у терміналі 1, зал В.

#### Франкфурт-Південний
Третя станція далекого прямування у Франкфурті — Франкфурт-Південний, розташована в Заксенгаузені. 
Це важливий пункт пересадок місцевих поїздів і трамваїв (лінії 15, 16 і 18), а також кінцева зупинка чотирьох ліній U-Bahn (U1, U2, U3, U8), а також двох ліній S-Bahn (S5, S6). 
Дві інші лінії S-Bahn (S3, S4) також обслуговують станцію.

#### Станції Мессе
Франкфуртський ярмарок має дві залізничні станції: станція Франкфурт-Мессе призначена для місцевих поїздів S-Bahn (лінії S3-S6) і розташована в центрі торгово-виставкового приміщення, а станція Фесталле/Мессе обслуговується U-Bahn на лінії U4 і розташована у північно-східному куті приміщення.

#### Станції Констаблервахе і Гауптвахе
Дві інші головні залізничні станції в центрі міста — Констаблервахе та Гауптвахе, використовуються для пересадки з поїздів S-Bahn що прямують зі сходу на захід на потяги U-Bahn — із півночі на південь. 
Станція Констаблервахе є другою за пасажирообігом залізничною станцією за щоденним пасажиропотоком (191 000) після Франкфурт-Головний. Третя за пасажирообігом залізнична станція — Гауптвахе (181 тис.). 

#### Франкфурт-Західний

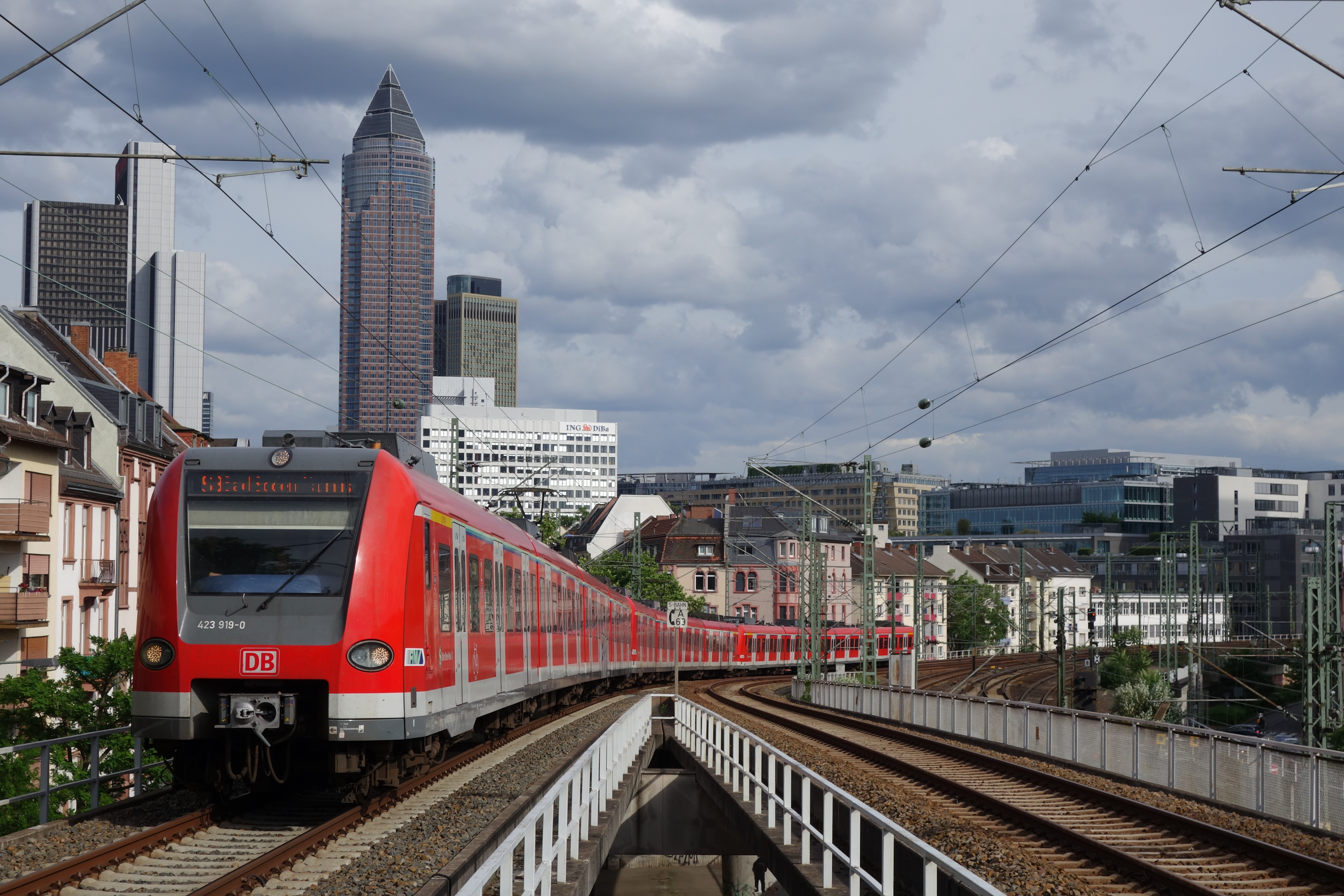
DBAG Class 423 наближається до станції Франкфурт-Західний

Ця станція, розташована в Боккенгаймі, обслуговується поїздами далекого прямування ICE, що прямують на північ, кількома регіональними поїздами та чотирма лініями міської залізниці (S3, S4, S5, S6). 
Крім того, це важлива кінцева зупинка для трьох ліній «Metrobus» (M32, M36, M73).

### Автобусні станції
У Франкфурті є три станції міжміських автобусів: одна на південній стороні залізничної станції Франкфурт-Головний, друга біля термінала 2 аеропорту та ще одна на Штефанштрассе.

### Громадський транспорт

#### S-Bahn
Дев'ять ліній S-Bahn (S1–S9) сполучають Франкфурт із густонаселеним регіоном Рейн-Майн. 
Більшість маршрутів мають інтервал 15 хвилин вдень. 
Усі лінії, крім лінії S7, проходять через Франкфуртський міський тунель і обслуговують станції Франкфурт-Остендштрассе, Франкфурт-Констаблервахе, Франкфурт-Гауптвахе, Франкфурт-Таунузанлаге і Франкфурт-Головний. 
На виїзді з міста S-Bahn рухається над землею. 
Він забезпечує доступ до виставкового центру (S3, S4, S5, S6), аеропорту (S8, S9), стадіону (S7, S8, S9) і сусідніх міст, таких як Вісбаден, Майнц, Дармштадт, Рюссельсгайм, Ганау, Оффенбах-на-Майні, Оберурзель, Бад-Гомбург, Кронберг, Фрідберг та менші міста, які знаходяться на шляху прямування. 
S8/S9 працює 24/7.

#### U-Bahn
U-Bahn має дев'ять ліній (U1–U9), які обслуговують Франкфурт і великі передмістя Бад-Гомбург і Оберурзель на півночі. 
Потяги, які курсують на U-Bahn, насправді є штадтбаном, оскільки багато ліній прокладено колії посередині вулиці, а не під землею. 
Мінімальний інтервал обслуговування становить 2,5 хвилини, хоча зазвичай кожна лінія працює з інтервалом від 7,5 до 10 хвилин, що дає від 3 до 5 хвилин на трасах у центрі міста, спільних для кількох ліній.

#### Трамвай
Франкфурт обслуговує десять трамвайних ліній (11, 12, 14–21), трамваї зазвичай мають інтервал 10 хвилин. 
Багато дистанцій обслуговуються двома лініями, які курсують з 5-хвилинними інтервалами в годину пік. Трамваї курсують лише над землею та обслуговують більше зупинок, ніж U-Bahn або S-Bahn.

#### Автобус
Низка автобусних ліній доповнює мережу громадського транспорту Франкфурта. 
З 1:30 до 3:30 ночі нічні автобуси замінюють U-Bahn і трамваї. 
Центральна розв'язка нічних автобусів знаходиться на центральній площі Констаблервахе, де починаються і закінчуються всі нічні автобусні лінії.

## Культура

### Музеї
Більшість музеїв Франкфурта розташовані на набережній Майна в районі Заксенхаузен (південна сторона) або в старій частині міста (північна сторона). Через велику концентрацію музеїв район часто називають Набережною музеїв (нім. Museumsufer).
На південній стороні річки розташовані тринадцять музеїв, зокрема:
- Музей німецької архітектури (нім. Deutsches Architekturmuseum);
- Музей німецької кінематографії (нім. Deutsches Filmmuseum);
- Музей ікони (нім. Ikonenmuseum);
- Музей скульптури Лібігхаус (нім. Liebieghaus);
- Музей прикладного мистецтва (нім. Museum für Angewandte Kunst);
- Регіональна художня галерея (нім. Museum Giersch);
- Музей комунікацій (нім. Museum für Kommunikation);
- Етнологічний музей світових культур (нім. Museum der Weltkulturen);
- Штеделєвський художній інститут (нім. Städel).

На північній стороні річки знаходяться:
- Єврейський музей Франкфурта (нім. Jüdische Museum der Stadt Frankfurt am Main);
- Історичний музей Франкфурта (нім. Historisches Museum Frankfurt a. M.);
- Археологічний музей Франкфурта (нім. Archäologisches Museum Frankfurt a. M.).

Інші важливі музеї міста:
- Музей сучасного мистецтва (нім. Museum für Moderne Kunst, MMK);
- Галерея «Schirn» (нім. Schirn Kunsthalle);
- Художній музей (нім. Frankfurter Kunstverein);
- Музей природної історії Зенкенберга (нім. Naturmuseum Senckenberg) [20] .

### Музика
- Франкфуртський оперний театр[de] — провідна німецька оперна трупа і одна з найважливіших у Європі. Німецький журнал «Opernwelt» у 1995, 1996 та 2003 роках обирав його як Оперний театр року (Німеччини, Австрії та німецькомовної Швейцарії). Він також був обраний найкращим оперним театром Німеччини у 2010 та 2011 роках. Його оркестр був визнаний оркестром у 2009, 2010 та 2011 роках.

## Спорт
Деякі національні спортивні організації, у тому числі Німецька конфедерація олімпійських видів спорту, Німецький футбольний союз та Німецька федерація автоспорту, знаходяться в Франкфурті.
У місті базуються кілька професійних спортивних команд. Деякі з них вигравали чемпіонати Німеччини. Наприклад команда Skyliners Frankfurt виграла Чемпіонат Німеччини з баскетболу 2004 року і Кубок Німеччини 2000 року. Футбольний клуб Айнтрахт — чемпіон Німеччини 1959 року, п'ятиразовий володар Кубка Німеччини з футболу і володар Кубка УЄФА 1980 року. Інші спортивні клуби:
- «ФК Франкфурт», виступає в Регіональній лізі «Південний захід».
- 1. FFC Frankfurt, найуспішніший жіночий футбольний клуб у Німеччині (семиразовий чемпіон Німеччини, дев'ятиразовий володар Кубка країни та чотириразовий володар Кубка Європи).
- Спортивний клуб із волейболу United Volleys Frankfurt та багато інших.

## Відомі люди
- Адам Ельсгаймер (1578—1610) — німецький живописець.
- Йоганн Вольфганг фон Гете (1749—1832) — німецький поет, прозаїк, драматург, мислитель і натураліст.
- Фрідріх Карл фон Савіньї (1779—1861) — німецький правознавець та історик.
- Генріх Антон де Барі (1831—1888) — німецький ботанік та мікробіолог, вважається засновником мікології та фітопатології.
- Антон Абт (1841—1895) — німецький римо-католицький теолог і письменник.
- Отто Ган (1879—1968) — німецький хімік, вчений-новатор в області радіохімії
- Зиґфрід Кракауер (1889—1966) — німецький соціолог масової культури, кінокритик, письменник, публіцист
- Вільгельм Мессершмітт (1898—1978) — німецький авіаконструктор і виробник літаків-винищувачів.
- Борис Кіт (1910—2018) — білоруський громадський діяч, викладач, математик, відомий фізик, конструктор американської ракетної техніки.
- Петер Бранґ (1924—2019) — німецький і швейцарський славіст, літературознавець.
- Маркус Ніспел (1963) — німецький та американський кінорежисер

## Українці у Франкфурті
З 1945 року у Франкфурті діє Українська греко-католицька церква — Персональна парафія Бл. Климентія з Унева, на сьогоднішній час — за адресою Anna Kirche, Am Hohen Weg 19, а також віднедавна діє Православна церква україни — Німецький деканат Франкфурт-на-Майні Маннгайм, Huthmacherstraße 2. 
Одну з площ міста названо на честь українців Адама Голуба та Георгія Лебеденка, страчених есесівцями після втечі з концтабору на цій площі.
Функціонує Український координаційний центр, який створено за ініціативи Німецько-Українського Товариства Бізнесу та Науки за підтримки управління міста Франкфурта-на-Майні та у співпраці з Генеральним консульством України та українською громадою у Франкфурті-на-Майні, в т.ч. Українським Товариством Франкфурт-на-Майні.

## Галерея

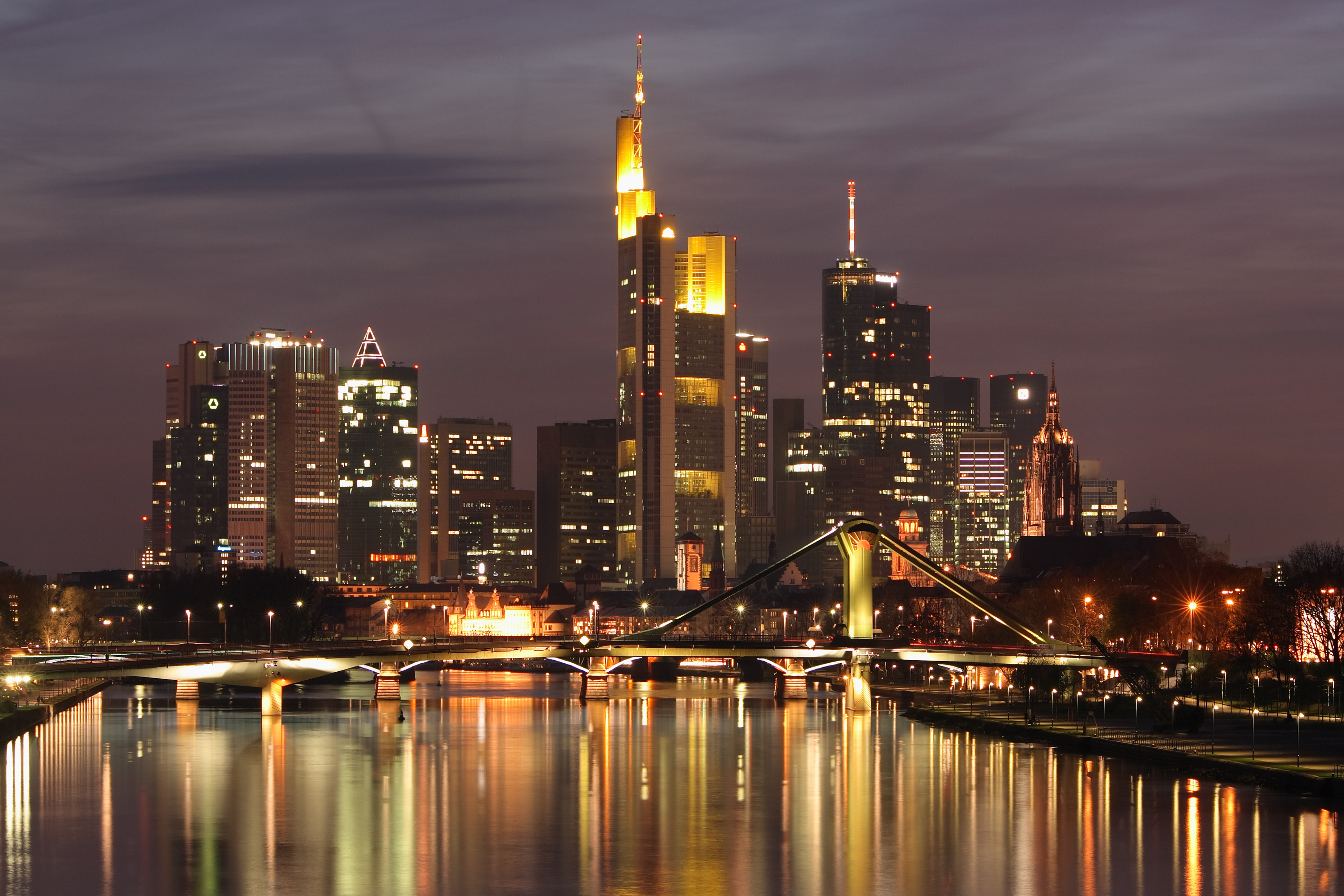
Франкфурт вночі
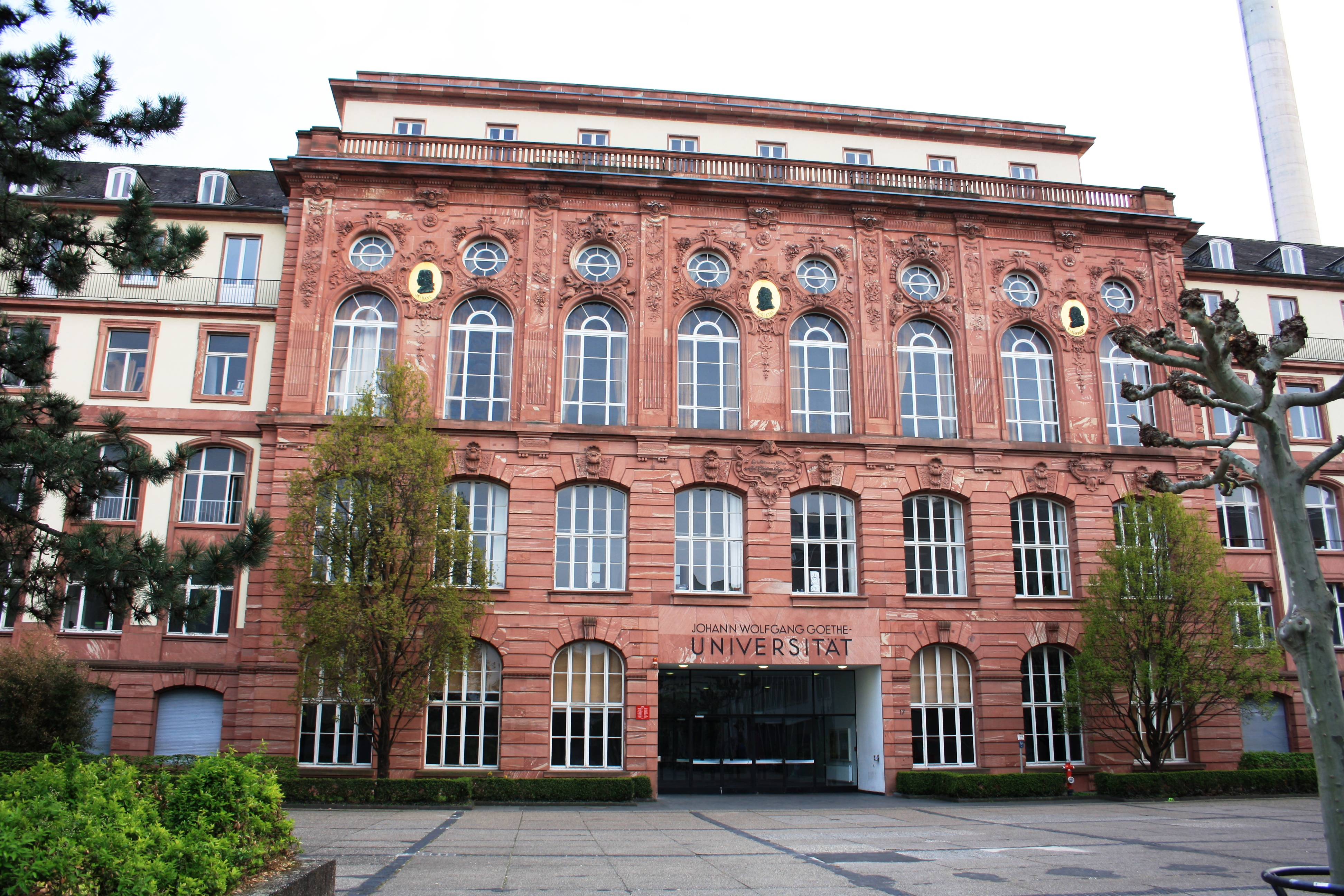
Франкфуртський університет
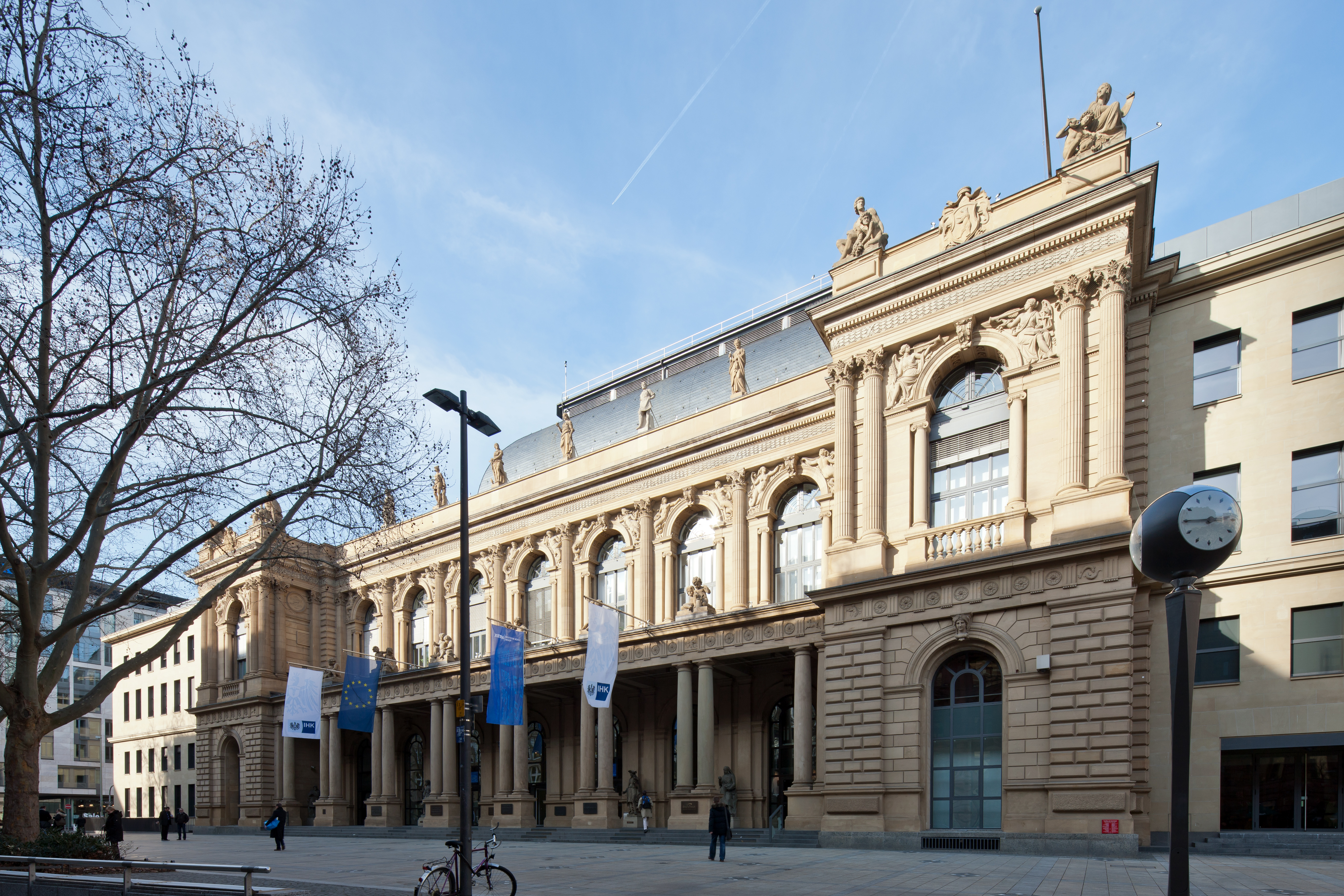
Франкфуртська фондова біржа
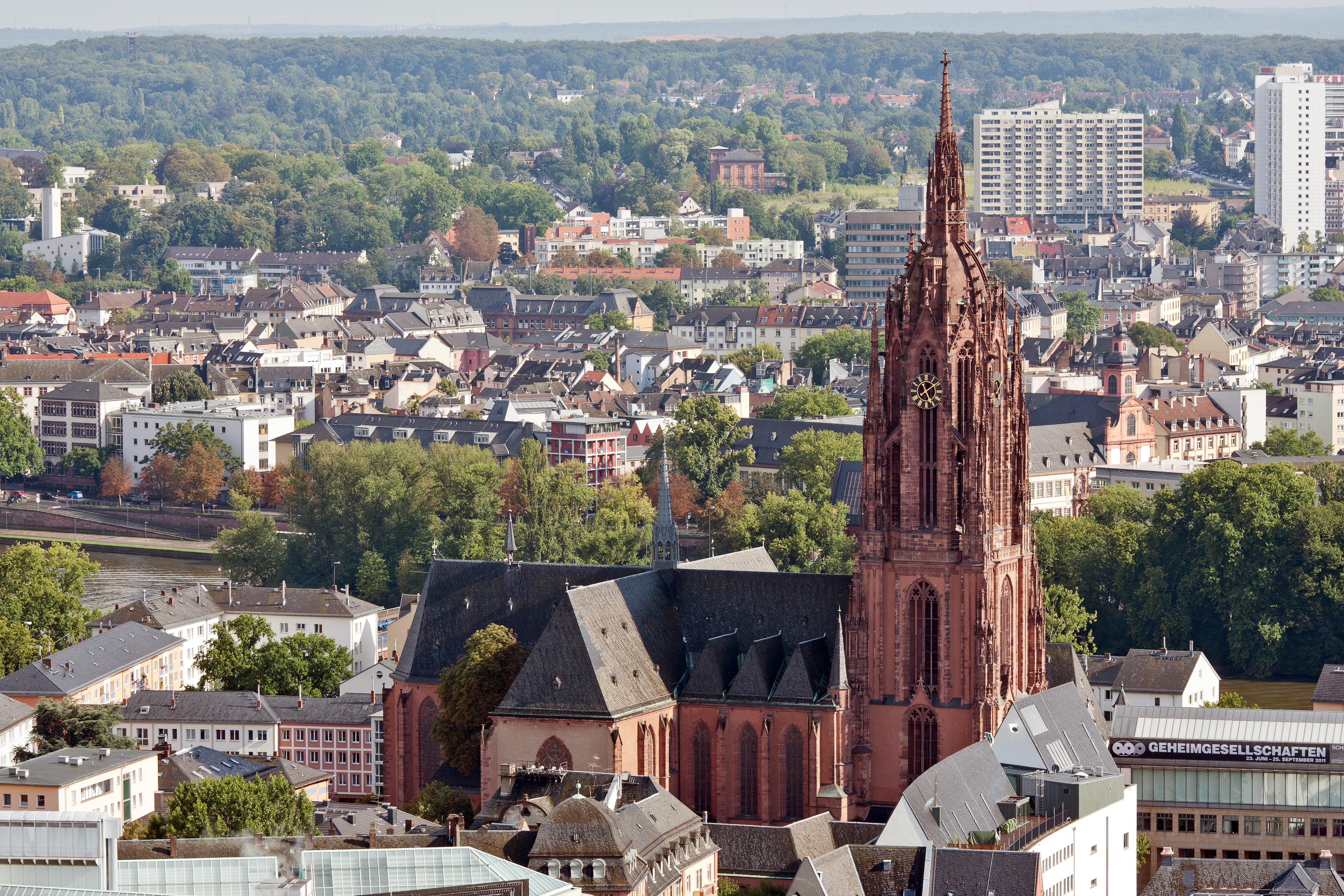
Франкфуртський собор
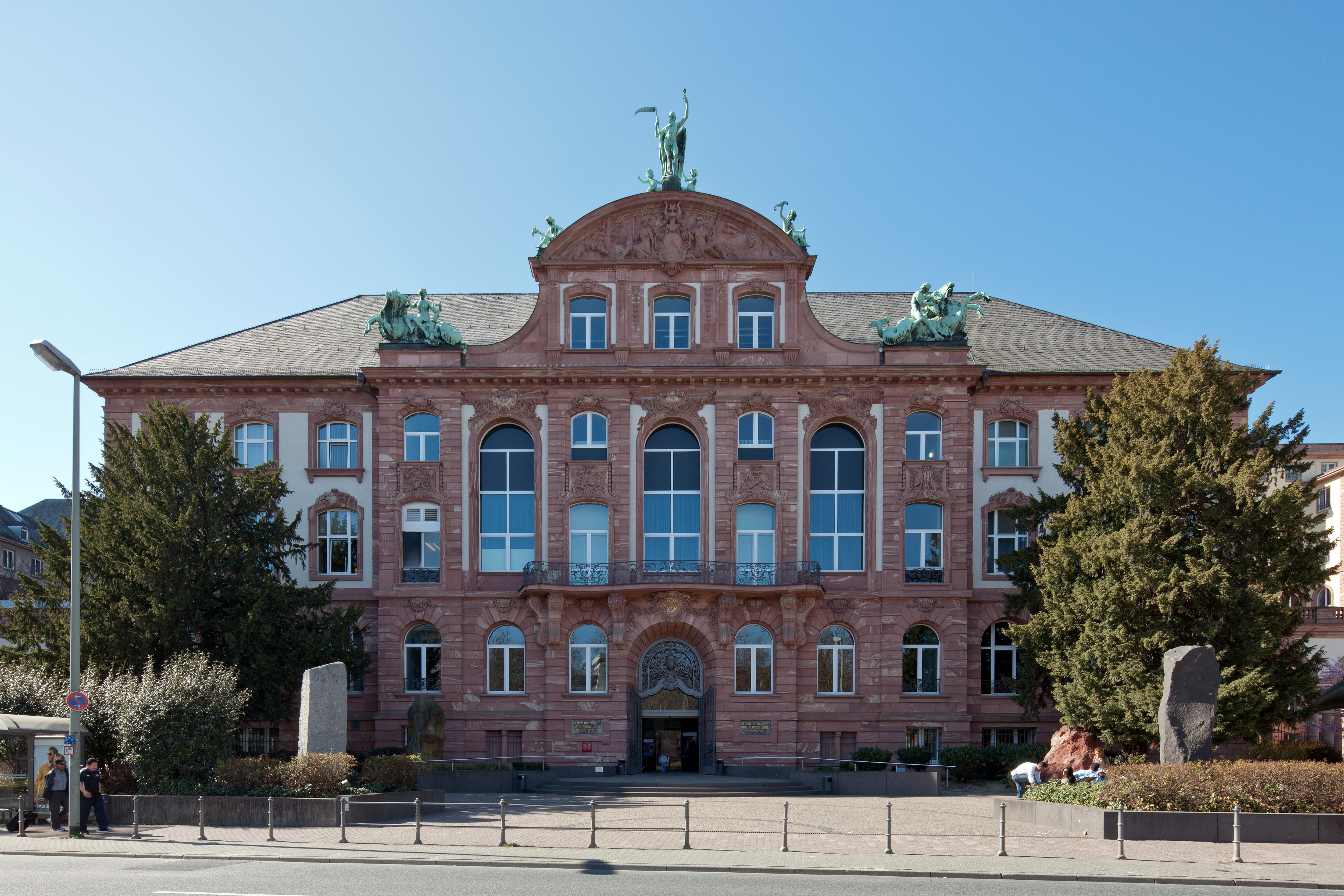
Зенкенберзький музей
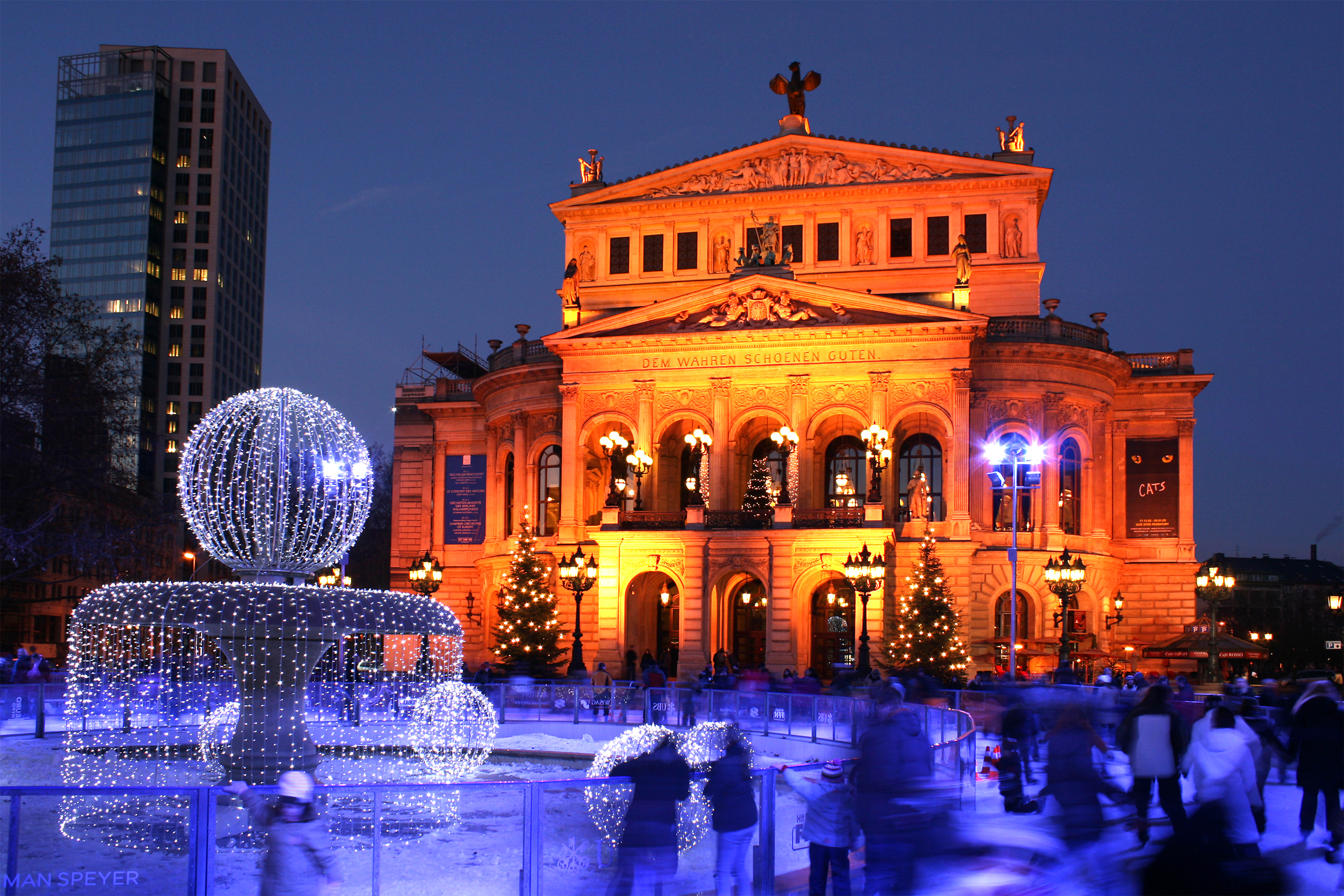
Стара опера взимку
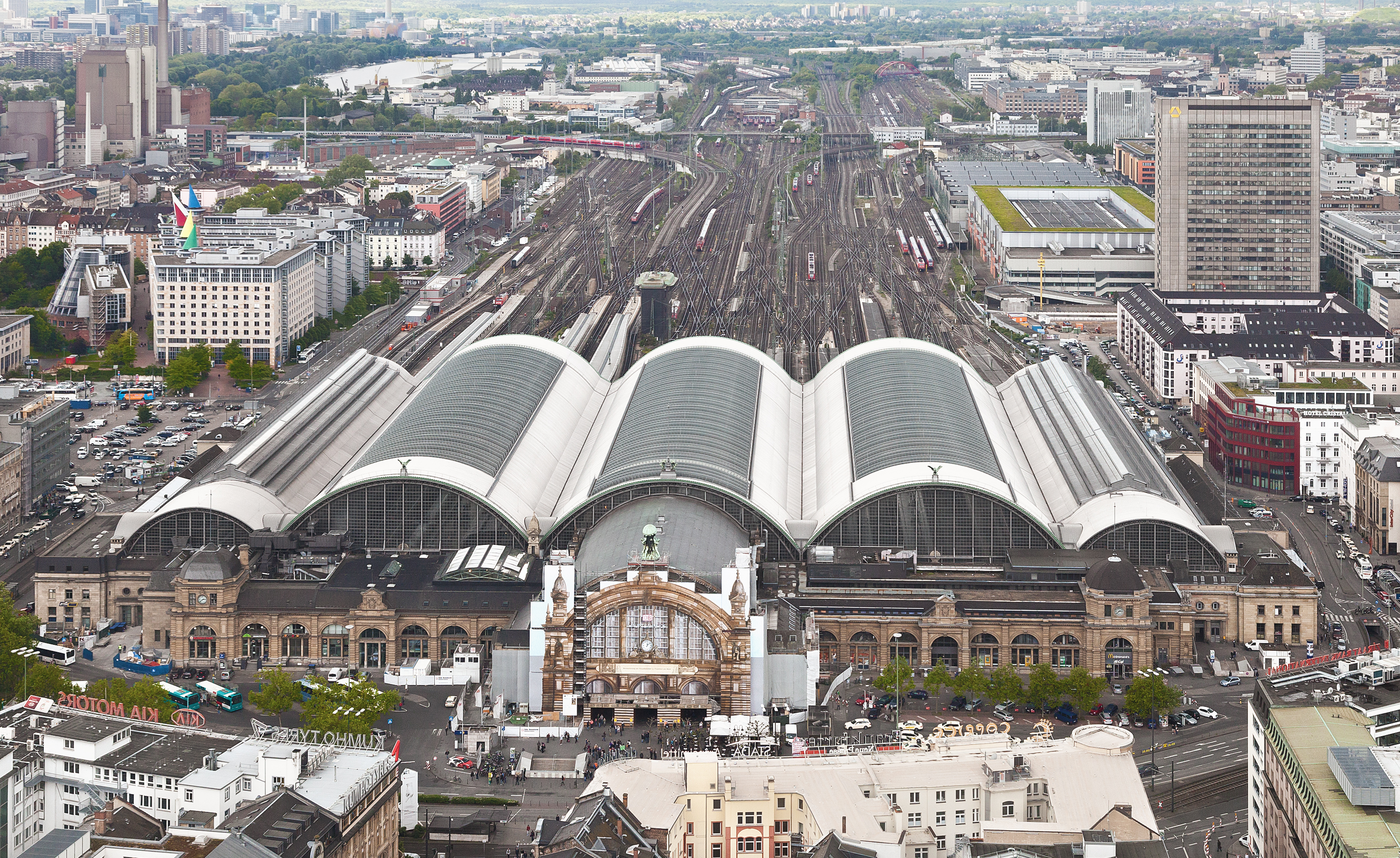
Центральний вокзал
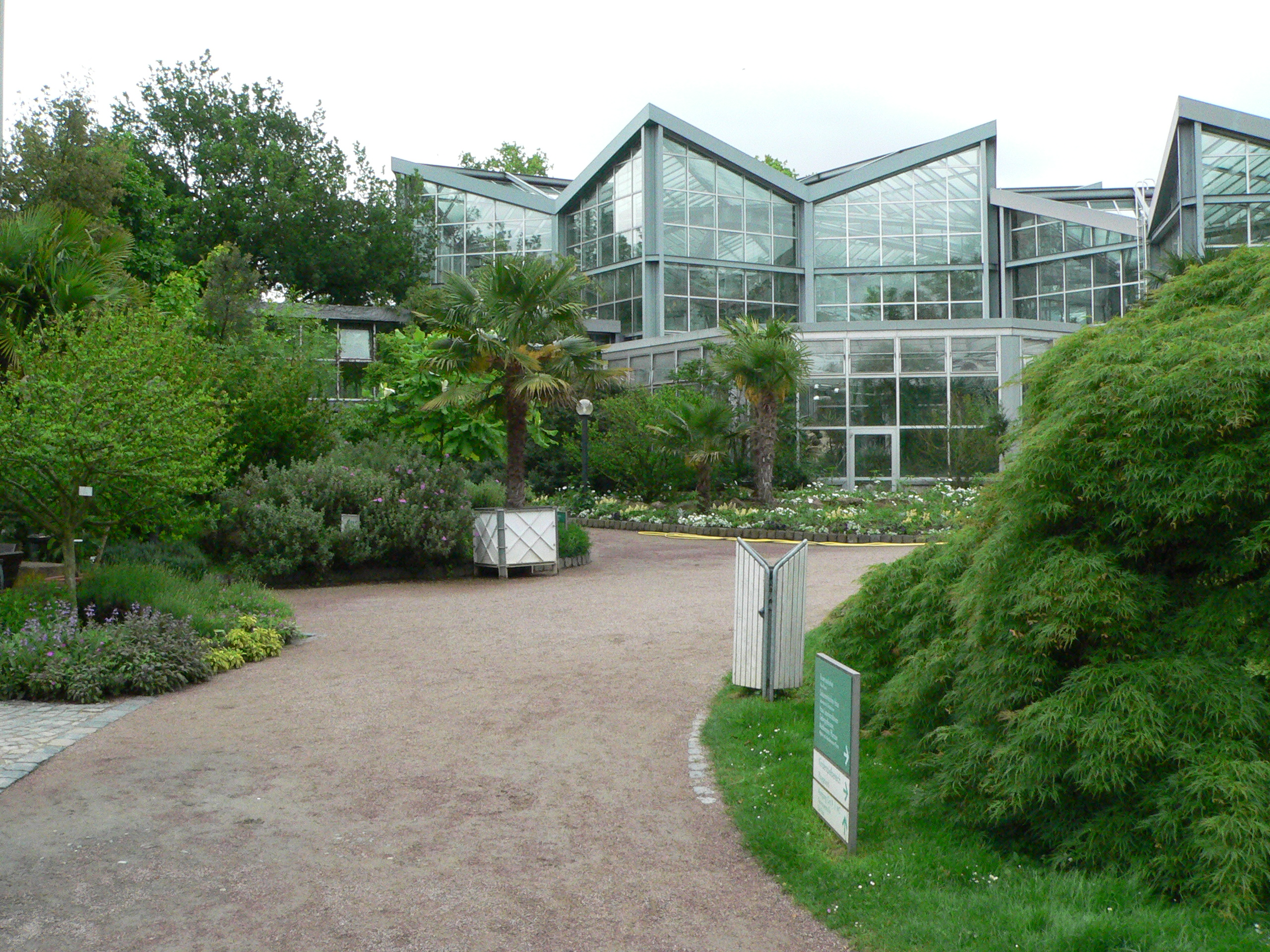
Пальменгартен
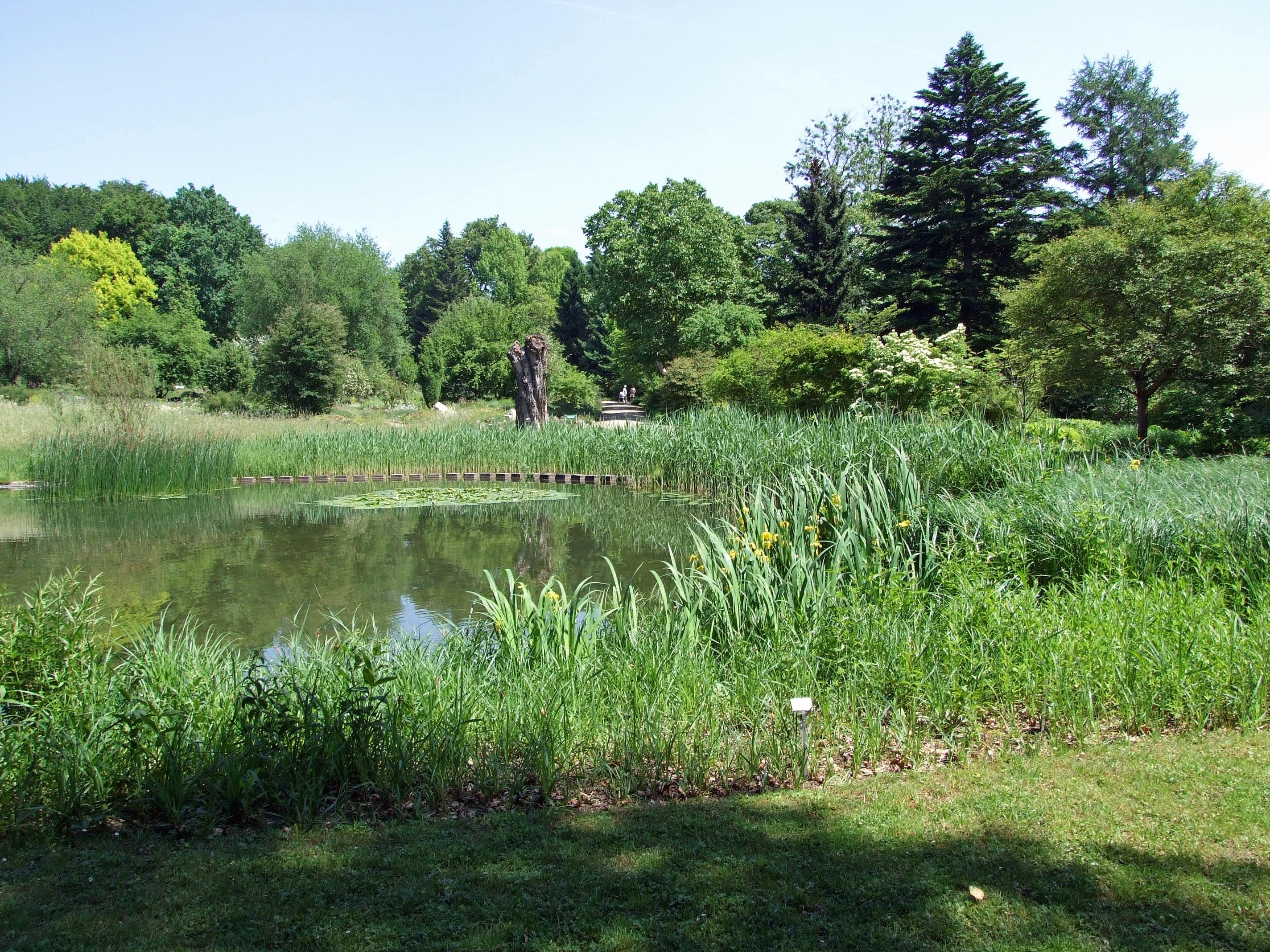
Ботанічний сад Франкфурта-на-Майні